# Pukarajärvi (sjö i Kuhmois, Mellersta Finland)
Pukarajärvi är en sjö i kommunen Kuhmois i landskapet Mellersta Finland i Finland. Sjön ligger 118,9 meter över havet. Den är 27,11 meter djup. Arean är 1,95 kvadratkilometer och strandlinjen är 20,35 kilometer lång. Sjön  ingår i Kumo älvs huvudavrinningsområde.   Den ligger omkring 81 kilometer sydväst om Jyväskylä och omkring 160 kilometer norr om Helsingfors. 
I sjön finns ön Mustasaari. Pukarajärvi ligger sydväst om Kuoksenjärvi. 